# Cool (canción de Dua Lipa)
«Cool» (en español: Calma) es una canción interpretada por la cantante albano-británica Dua Lipa de su segundo álbum de estudio Future Nostalgia. Se lanzó el 27 de marzo de 2020, a través de Warner Bros.

## Composición
Sobre el tema, Lipa comentó: «Fui al estudio con Tove Lo y me divertí mucho explorando la canción. Tiene algunas influencias del Prince, y era un rango de mi voz que no había probado. Todo este álbum trataba de explorar el crecimiento y probar cosas nuevas, así que quería aceptar los desafíos. Escribimos algo que me pareció realmente real, y es solo una canción romántica y veraniega, sobre conocer a alguien que te hace perder la calma».
«Cool» dura tres minutos y veintinueve segundos, y se compuso en la clave de Fa menor con un tempo de 90 latidos por minuto. Wonderland lo llamó una canción synth-pop serena. Stereogum estuvo de acuerdo en que la canción es synth-pop. Junkee categorizó la canción como new wave inspirada en el funk. The Spinoff lo categorizó por completo como una canción new wave y también dijo que era pop. No Ripcord la describió como un tema influenciado por la década de los '80s con voces de R&B. USA Today como un tema synth balada, mientras Spectrum Culture la definió como synth-heavy. American Broadcasting Company la calificó como «una melodía alegre llena de confianza».
The Independent escribió sobre la producción de la canción, diciendo que consiste en "ruidos espaciales". Idolator dijo que Lipa tiene un tono "esperanzador" en su voz que se combina con una "línea de batería épica". Billboard llamó "vulnerable" y comentó cómo Lipa permite que su voz se "rompa". Insider calificó la línea de base de la canción como "gruesa". Idolator también escribió sobre la letra de la canción diciendo que "se trata de la prisa inicial de enamorarse". PopMatters comparó la canción con el tema «Emotion» de Carly Rae Jepsen (2015).

## Recepción crítica
En una crítica negativa de The Line of Best Fit , Chris Taylor escribió que «Cool» es el único paso en falso en Future Nostalgia diciendo que carece de la personalidad de Lipa. Brittany Spanos de Rolling Stone también dio una crítica negativa al escribir que suena "demasiado atado" a las tendencias pop de 2020, así como también dijo que tiene una mala posición en la lista de canciones del álbum que está "en medio de" entre «Don't Start Now» y «Physical»". Courteney Larocca y Callie Ahlgrim de Insider también criticaron la ubicación de la lista de canciones de la canción y también escribieron que las voces de Lipa no son convincentes, diciendo que carecen de seriedad. Conrad Duncan de Under the Radar también criticó la canción por imitar a otros artistas, específicamente a Charli XCX. Craig Jenkins deVulture calificó de "digno" sucesor de las canciones de Jonas Brothers y Gwen Stefani del mismo nombre. En una crítica positiva par Attitude, Thomas Stichbury la calificó de "dulce y reluciente deleite" y dijo que "tiene todas las características de una canción del verano". Richard  S. He de Junkee elogió la canción por su "coro irresistible". Bailey Slater de Wonderland le dio a la canción una crítica positiva al escribir que "se posiciona dentro de los rangos más altos de la discografía de Lipa". Brad Garcia de Exclaim! elogió la voz de Lipa cantando en un registro superior, calificándola como una de sus interpretaciones "más fuertes".

## Posicionamiento en listas
| Listas (2020)                                   | Mejor posición |
| ----------------------------------------------- | -------------- |
| Eslovaquia (Singles Digitál Top 100)            | 80             |
| España (PROMUSICAE)                             | 96             |
| Lituania (AGATA)                                | 58             |
| Portugal (AFP)                                  | 103            |
| Reino Unido Streaming (Official Charts Company) | 60             |